# Hydrogamie
Hydrogamie is de bestuiving van bloemplanten door water, doordat het stuifmeel drijft en/of de stempel drijft. Dit laatste is bijvoorbeeld het geval bij Vallisneria spiralis (een bekende aquariumplant). Dit komt minder voor dan de bestuiving door de wind (anemogamie) of door insecten (entomogamie).
Hydrogamie moet niet verward worden met hydrochorie: dit is de verspreiding van de zaden of vruchten van planten via water.